# Tarpenbek
De Tarpenbek is een beek in Hamburg. De bron ligt bij Norderstedt, waar de Tarpenbek-Ost en Tarpenbek-West samenkomen. Bij Ochsenzoll komt de beek bij Hamburg-Langenhorn en vervolgt zijn weg richting Flughafen Hamburg. Bij Hamburg-Groß Borstel mondt de Kollau in de Tarpenbek, en na tien kilometer mondt de beek uit in de Alster.